# Квінтове коло

Квінтове коло мажорних (позначено коричневим) та мінорних (зеленим) тональностей

Кві́нтове ко́ло (або ква́рто-кві́нтове ко́ло) — система розміщення тональностей за ступенем споріднененості у вигляді схеми, де мажорні та мінорні дієзні тональності розташовані за чистими квінтами вгору, а бемольні — за чистими квінтами вниз.
При русі по колу за годинниковою стрілкою, кожна наступна тональність матиме на один дієз більше від попередньої, а проти годинникової — на один бемоль більше.
Оскільки октава складається з 12 півтонів, кварта — з 5, а квінта — з 7, то 12 кварт або 12 квінт становлять кілька октав, отже кожна тринадцята тональність енгармонічно збігатиметься з вихідною. Насправді точний збіг відбувається лише при рівномірно-темперованому строї (де квінта визначається як інтервал між двома тонами зі співвідношенням частот {\displaystyle 2:2^{7/12}}), відраховуючи ж квінти в натуральному строї (де квінта визначається як інтервал між двома тонами зі співвідношенням частот {\displaystyle 2:3}), кожен тринадцятий звук відрізнятиметься від вихідного на інтервал піфагорової коми. Саме ця розбіжність і призвела до ствердження рівномірно-темперованого строю у практиці настроювання музичних інструментів. Теоретично коло є незамкненим і може містити необмежену кількість енгармонічно рівних тональностей (напр. His=C=Deses; Ais=B=Ceses; тощо), на практиці, однак, використовуються лише ті тональності, які мають не більше 7 знаків біля ключа, відтак енгармонічне коло містить лише три мажорні (сі мажор — до-бемоль мажор, фа-дієз мажор — соль-бемоль мажор, до-дієз мажор — ре-бемоль мажор) та три мінорні (ля-бемоль мінор — соль-дієз мінор, мі-бемоль мінор — ре-дієз мінор, сі-бемоль мінор — ля-дієз мінор) енгармонічно рівні тональності.

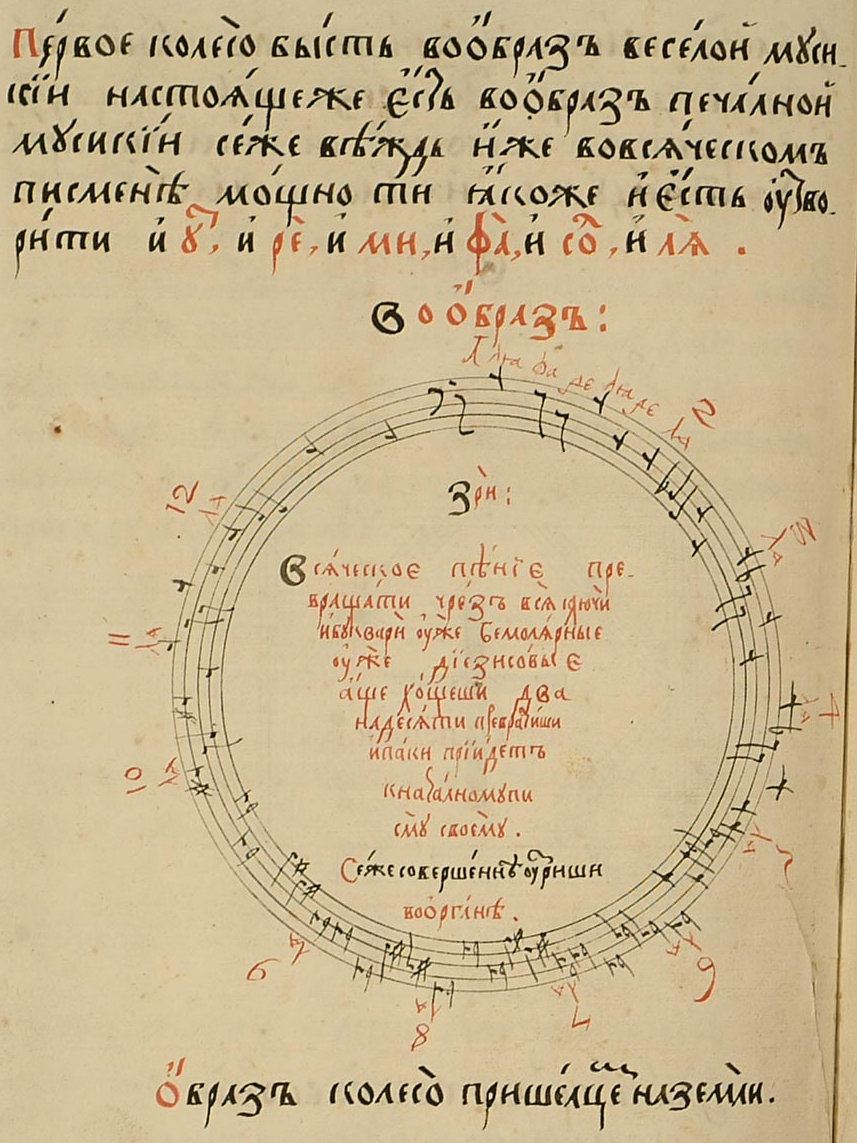
Квінтове коло в «Мусікійській граматиці» М. Дилецького московського видання, 1679

Першою відомою музично-теоретичною роботою, в якій є квінтове коло, є «Мусікійська граматика» українського музиканта Миколи Дилецького (збереглося лише московське видання 1679 року), в якій автор називає його як «коло мусикийское». Детальніший опис квінтового кола належить Йоганну Давиду Гайніхену («Neu erfundene und gründliche Anweisung», 1711).
В усіх 24 тональностях кварто-квінтового кола написані такі твори, як цикли з 24-х прелюдій Шопена й Шостаковича. Й. С. Бах показав рівноправність всіх тональностей, написавши «Добре темперований клавір».